# Nomia rufocaudata
Nomia rufocaudata är en biart som beskrevs av Wu 1988. Nomia rufocaudata ingår i släktet Nomia och familjen vägbin. Inga underarter finns listade i Catalogue of Life.